# فانهوتية
الفانهوتية (الاسم العلمي: Vanhouttea) هي جنس من النباتات تتبع الفصيلة الغزنرية من رتبة الشفويات.

## أنواع الفانهوتية
- فانهوتية براديانية
- فانهوتية مهمازية
- فانهوتية دغلية
- فانهوتية غردنرية
- فانهوتية صوفية
- فانهوتية ليونية
- فانهوتية نحيفة الساق
- فانهوتية متدلية
- فانهوتية قصعينية الأوراق
- فانهوتية بروغرية
- فانهوتية هيلارياني
- فانهوتية رخوة